# Лорд Харриес из Терреглса
Лорд Харриес из Терреглса — наследственный дворянский титул в системе Пэрства Шотландии. Он был создан 3 февраля 1490 года для Герберта Харриеса (ум. ок. 1505).

## История
В 1543 году после смерти его внука, Уильяма Харриеса, 3-го лорда Харриеса, мужская линия рода угасла. Ему наследовала его дочь, Агнесс Харриес, которая была женой сэра Джона Максвелла, второго сына Роберта Максвелла, 5-го лорда Максвелла. Их правнук, Джон Максвелл, 7-й лорд Харриес (ум. 1677), в 1667 году после смерти своего родственника, Роберта Максвелла, 2-го графа Нитсдейла (1620—1667), получил титул 3-го графа Нитсдейла. Титул графа Нитсдейла был создан в 1620 году для сэра Роберта Максвелла, 9-го лорда Максвелла. Внук 3-го графа Нитсдейла, Уильям Максвелл, 5-й граф Нитсдейл (1676—1744), принял участие в Якобитском восстании 1715 года. Он был лишен титула в 1716 году, его пэрство было конфисковано, а сам он приговорен к смерти. Тем не менее, ему удалось совершить знаменитый побег из лондонского Тауэра, когда перед казнью он переоделся в одежду горничной своей жены.
Его внучка, Уинифред, вышла замуж за Уильяма Хаггерстона Констебля, второго сына сэра Карнаби Хаггерстона, 3-го баронета из Хаггерстон Касла в Нортумберленде. Их сын Мармадюк взял себе фамилию «Констебль-Максвелл». В 1848 году его сын Уильям Констебль-Максвелл (1804—1876) и потомки 5-го графа Нитсдейла были восстановлены в своим правах актом парламента, а в 1858 году Уильям Констебль-Максвелл был признан в качестве 10-го лорда Харриеса из Терреглса. Его сменил в 1876 году его сын, Мармадюк Констебль-Максвелл, 11-й лорд Харриес (1837—1908), который женился в 1875 году на достопочтенной Ангеле Фицалан-Говард, дочери 1-го барона Говарда из Глоссопа. Он занимал посты лорда-лейтенанта Восточного Йоркшира (1880—1908) и Керкубришира (1885—1908). В 1884 году для него был создан титул барона Харриеса из Карлеверок Касла в графстве Дамфрис и Эверингэма в Восточном Йоркшире (Пэрство Великобритании). В 1908 году после смерти Мармадюка Констебля-Максвелла, не имевшего сыновей, титул барона Харриеса из замка Карлеверок угас. Лордство унаследовала его дочь, Гвендолин Фицалан-Говард, 13-я леди Харриес (1877—1945), жена с 1904 года своего родственника, Генри Фицалана-Говарда, 15-го герцога Норфолка (1847—1917). В 1945 году после её смерти титул перешел к её единственному сыну, Бернарду Фицалану-Говарду, 16-му герцогу Норфолку (1908—1975), который стал 13-м лордом Харриесом из Терреглса. В 1975 году после его смерти герцогский титул унаследовал его родственник, генерал-майор Майлз Фицалан-Говард, 17-й герцог Норфолк (1915—2002), а лордство перешло к его старшей дочери, Энн Каудри, 14-й леди Харриес (1938—2014). В 1985 году леди Харриес вышла замуж за игрока в крикет Колина Каудри (1932—2000), который в 1997 году получил пожизненный титул барона Каудри из Тонбриджа. В 2014 году после смерти Энн Каудри титул унаследовала её младшая сестра, леди Мэри Мамфорд (род. 1940), которая стала 15-й леди Харриес из Терреглса.
Титул лорда Харриеса из Террглса был назван в честь деревни Терреглс в окрестностях Дамфриса в Юго-Западной Шотландии.

## Лорды Харриес из Терреглса (1490)
- 1490—1505: Герберт Харриес, 1-й лорд Харриес из Терреглса (ок. 1460—1505), сын сэра Дэвида Харриеса из Терреглса;
- 1505—1513: Эндрю Харриес, 2-й лорд Харриес из Терреглса (ок. 1477 — 9 сентября 1513), сын предыдущего;
- 1513—1543: Уильям Харриес, 3-й лорд Харриес из Терреглса (ум. 26 сентября 1543), сын предыдущего;
- 1543—1594: Агнес Максвелл, 4-я леди Харриес из Терреглса (ок. 1534 — 14 марта 1594), старшая дочь предыдущего;
- 1594—1604: Уильям Максвелл, 5-й лорд Харриес из Терреглса (ок. 1555 — 10 октября 1604), старший сын предыдущей и сэра Джона Максвелла (ок. 1512—1582/1583);
- 1604—1631: Джон Максвелл, 6-й лорд Харриес из Терреглса (ум. май 1631), единственный сын предыдущего;
- 1631—1677: Джон Максвелл, 3-й граф Нитсдейл, 7-й лорд Харриес из Терреглса (ум. 29 июня 1677), старший сын предыдущего;
- 1677—1696: Роберт Максвелл, 4-й граф Нитсдейл, 8-й лорд Харриес из Терреглса (ум. март 1696), сын предыдущего;
- 1696—1716: Уильям Максвелл, 5-й граф Нитсдейл, 9-й лорд Харриес из Терреглса (1676 — 2 марта 1744), старший сын предыдущего, лишен титула в 1716 году;
- 1858—1876: Уильям Констебль-Максвелл, 10-й лорд Харриес из Терреглса (25 августа 1804 — 12 ноября 1876), старший сын Мармадюка Уильяма Констебля-Максвелла (1760—1819), и Терезы Аполлонии Уэйкман (ум. 1846), внук Уильяма Констебля (ум. 1797) и леди Винифред Максвелл (ок. 1736—1801), дочери Уильяма Максвелла (ум. 1776), титулярного графа Нитсдейла, и внучки 5-го графа Нитсдейла, признан в качестве 10-го лорда Харриеса в 1858 году;
- 1876—1908: Мармадюк Фрэнсис Констебль-Максвелл, 11-й лорд Харриес из Терреглса, 1-й барон Харриес (4 октября 1837 — 5 октября 1908), старший сын предыдущего
- 1908—1945: Гвендолин Фицалан-Говард (урожденная Констебль-Максвелла), 12-я леди Харриес из Терреглса (в своем собственном праве) и герцогини Норфолк (11 января 1877 — 28 августа 1945), старшая дочь предыдущего;
- 1945—1975: Бернард Фицалан-Говард, 16-й герцог Норфолк, 13-й лорд Харриес из Терреглса (30 мая 1908 — 31 января 1975), единственный сын предыдущей и Генри Фицалана-Говарда, 15-го герцога Норфолка (1847—1917). Парламентский секретарь министерства сельского хозяйства и рыболовства (1941—1945), граф-маршал (1917—1975), представитель Её Величества в Аскоте (1945—1972), лорд-лейтенант Суссекса (1949—1974) и лорд-лейтенант Западного Суссекса (1974—1975);
- 1975—2014: Энн Элизабет Фицалан-Говард, 14-я леди Харриес из Терреглса, баронесса Каудри из Тонбриджа (12 июня 1938 — 23 ноября 2014), жена с 1985 года Майкла Колина Каудри (1932—2000), барона Каудри из Тонбриджа (с 1997 года);
- 2014—2017: Мэри Кэтрин Мамфорд (урожденная Фицалан-Говард), 15-я леди Харриес из Терреглса (14 августа 1940 — 7 апреля 2017), жена с 1986 года полковника авиации Энтони Мамфорда (ум. 2006);
- 2017 — по настоящее время: Джейн Керр, маркиза Лотиан, 16-я леди Харриес из Терреглса (род. 1945);
  - Наследница титула: леди Клэр Тереза Херд (род. 1979), старшая дочь маркизы Лотиан, замужем за Ником Хердом, членом парламента.

## Преемственность
15-я леди Харриес из Терреглса не имела детей, которые могли бы стать её преемниками, поэтому наследницей шотландского титула стала её младшая сестра Джейн, маркиза Лотиан (урожденная Фицалан-Говард) (род. 1945), супруга Майкла Керра, 13-го маркиза Лотиана (род. 1945)
Первые двадцать лиц в линии наследования:
- Леди Клэр Тереза Херд (урожденная Керр) (род. 1979), старшая дочь маркизы Лотиан, замужем за Ником Хердом
  - Каспар Джейми Херд (род. 2014), сын Ника и Леди Клэр Херд
  - Лейла Роуз Херд (род. 2012), дочь Ника и Леди Клэр Херд
    - Леди Мэри Сесил Керр (род. 1981), младшая дочь маркизы Лотиан
- Дункан Генри Дэвидсон (род. 1941), двоюродный брат леди Харриес из Терреглса, имеет четырёх дочерей:
  - Камилла Мэри Брака (урожденная Дэвидсон) (род. 1968)
    - Джозеф Дункан Брака (род. 1996)

  - Наташа Энн Джеймс (урожденная Дэвидсон) (род. 1969)
    - Артур Фрэнсис Джеймс (род. 1998)
    - Роберт Дункан Джеймс (род. 2003)
    - Лили Джеймс (род. 1999)

  - Флора Рэйчел Дэвидсон (род. 1975)
  - Роза Патрисия Дэвидсон (род. 1979)
- Гарриет Мэри Дэвидсон (род. 1942), сестра Дункана Дэвидсона, имеет сына и двух дочерей:
  - Чарльз Энтони Сефи (род. 1974)
  - Клэр Луиз Сефи (род. 1970)
  - Лаура Мария Сефи (род. 1972)
    - Самсон Оскар Стерджесс (род. 1998)
    - Саша Опини Стерджесс (род. 1999)
    - Лия Рут Стерджесс (род. 2005)

Далее линию преемственности продолжают мужские и женские потомки леди Элис Винефриды Фицалан-Говард (1914—2006), третьей и младшей дочери Мэри Гвендолин Харриес, 12-й леди Харриес из Терреглса. Затем линию 12-й леди Харриес из Терреглса продолжают потомки достопочтенной Ангелы Мэри Констебль-Максвелл, сестры 12-й леди Харриес из Терреглса и дочери 11-го лорда Харриеса из Терреглса. В настоящее время это Джон Эрик Драммонд, 9-й граф Перт (род. 1935) и его мужские и женские потомки.